# Oregano
Oregano je označení pro koření, v němž převažujcími složkami jsou thymol a karvakrol. Používají se rozdrcené sušené listy různých bylin.

## Druhy
- Středomořské oregano (také řecké oregano nebo horské oregano) – sušené lístky dobromysli obecné (Origanum vulgare), příp. středomořského Origanum heracleoticum z čeledi hluchavkovitých. Je běžným kořením evropské a zejména středomořské kuchyně.
- Mexické oregano – toto koření se vyskytuje ve dvou variantách:
  - Lippia graveolens (syn. Lippia berlandieri) z čeledi sporýšovitých (Verbenaceae)
  - Poliomintha longiflora nebo Poliomintha bustamanta z čeledi hluchavkovitých
- Jamajské (Portorické) oregano – Lippia micromera z čeledi sporýšovitých (Verbenaceae)
- Kubánské oregano – Plectranthus amboinicus (syn. Coleus aromatus) z čeledi hluchavkovitých (tzv. „citronový rýmovník“)
- Oregano Cimarrón – což je africká bazalka Ocimum gratissimum[1]. Neobsahuje thymol ani karvakrol, ale hlavně eugenol.

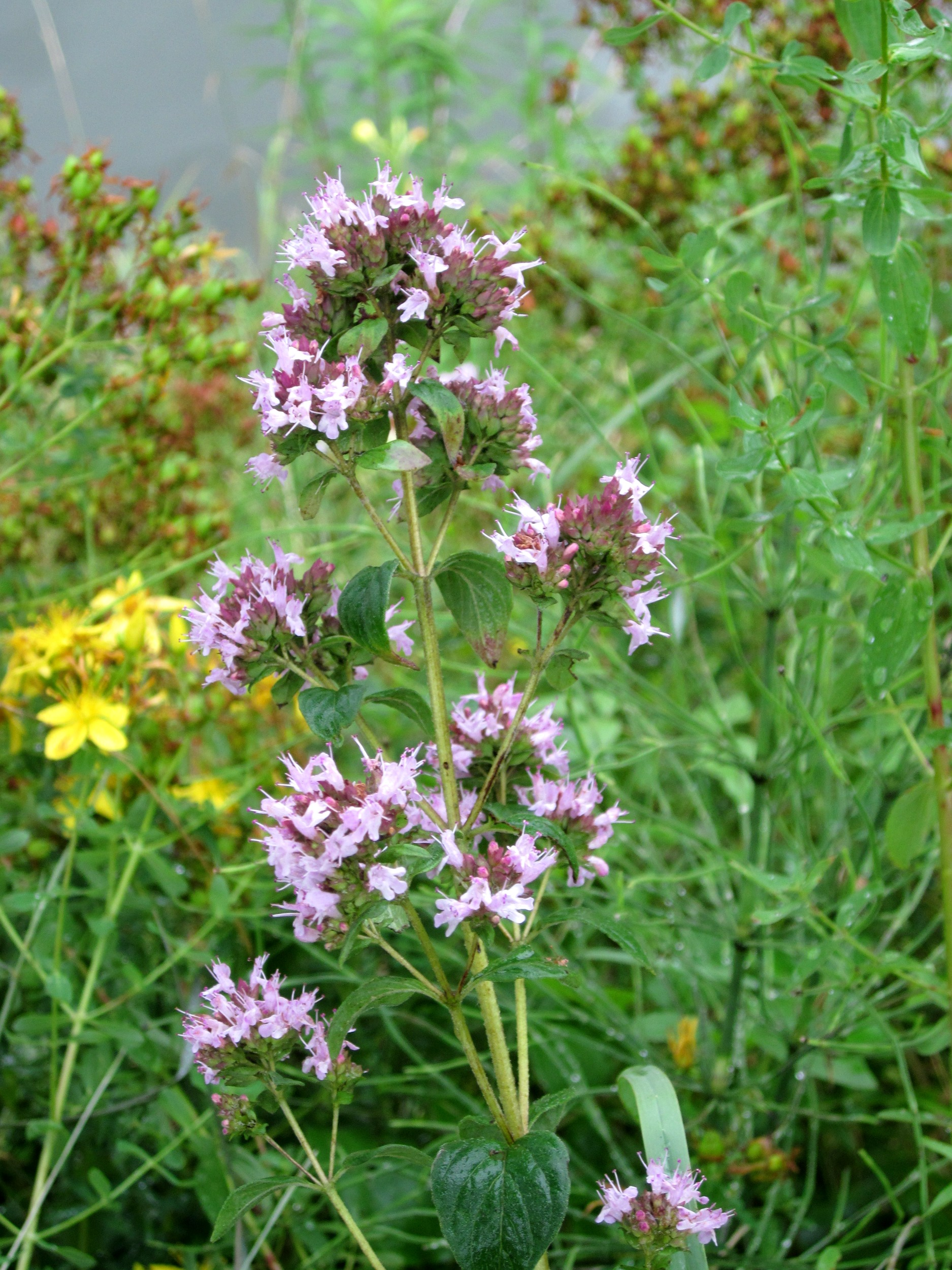
Oregano – dobromysl obecná Origanum vulgare
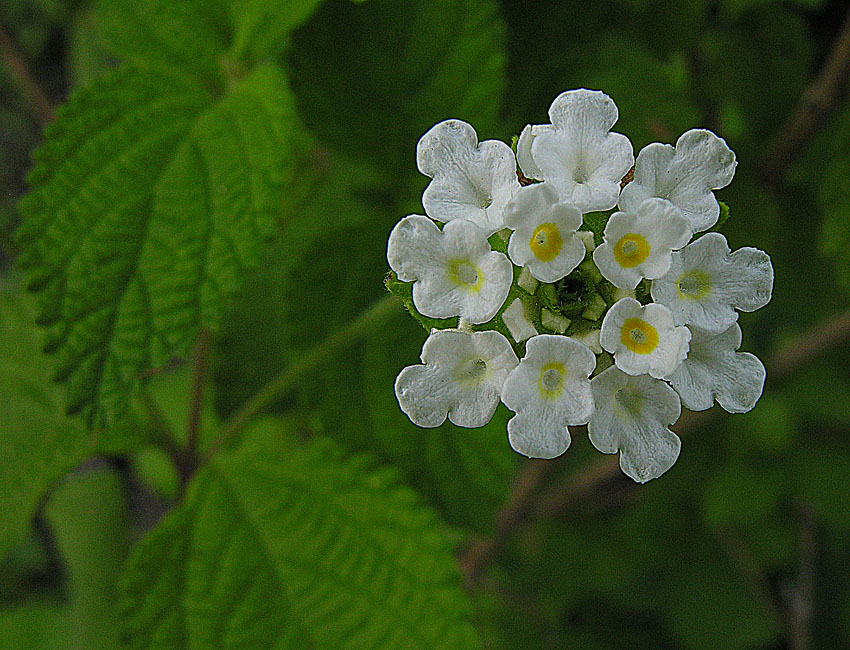
„Mexické oregano“ Lippia graveolens
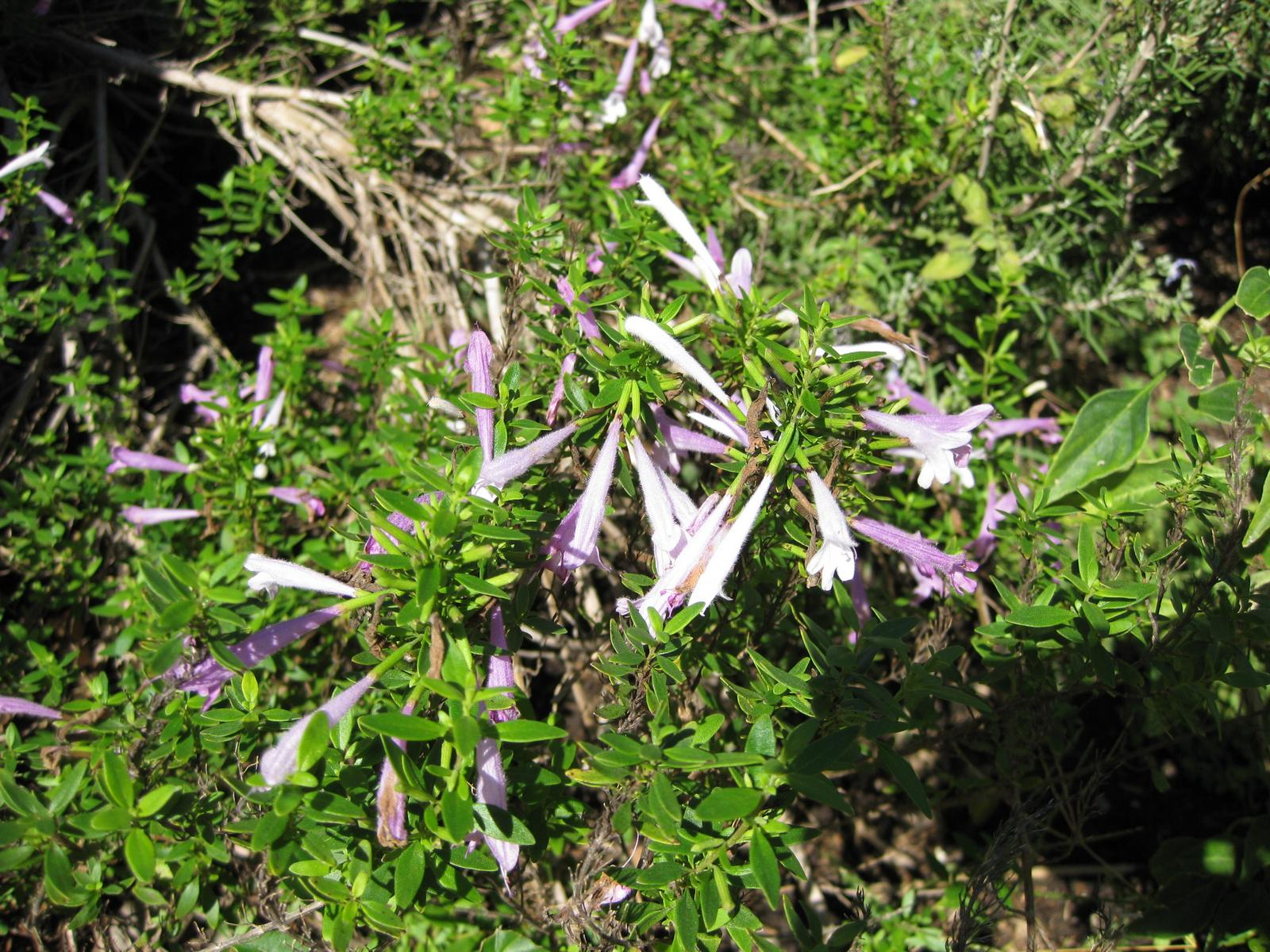
„Mexické oregano“ Poliomintha longiflora
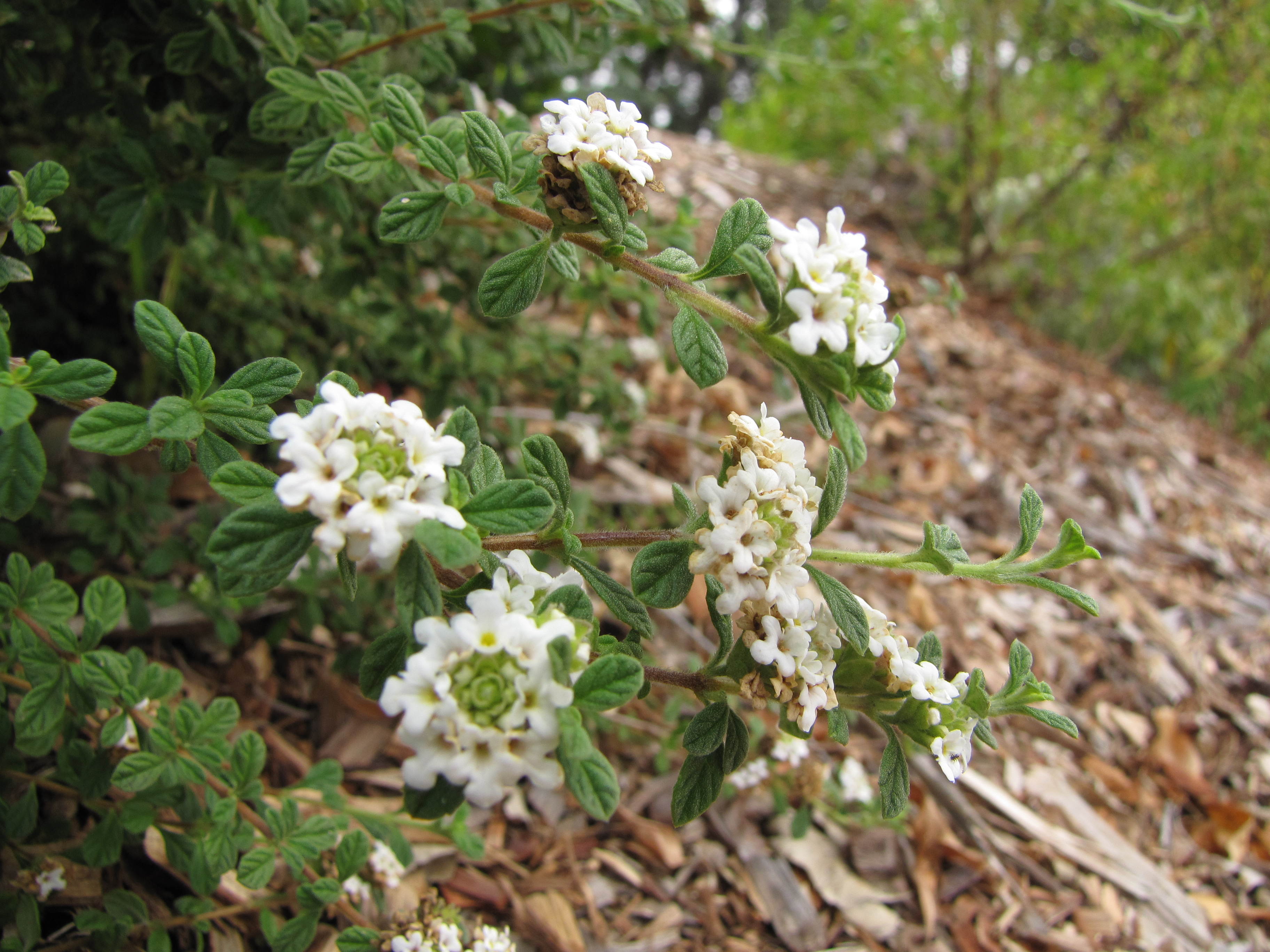
„Jamajské oregano“  Lippia micromera
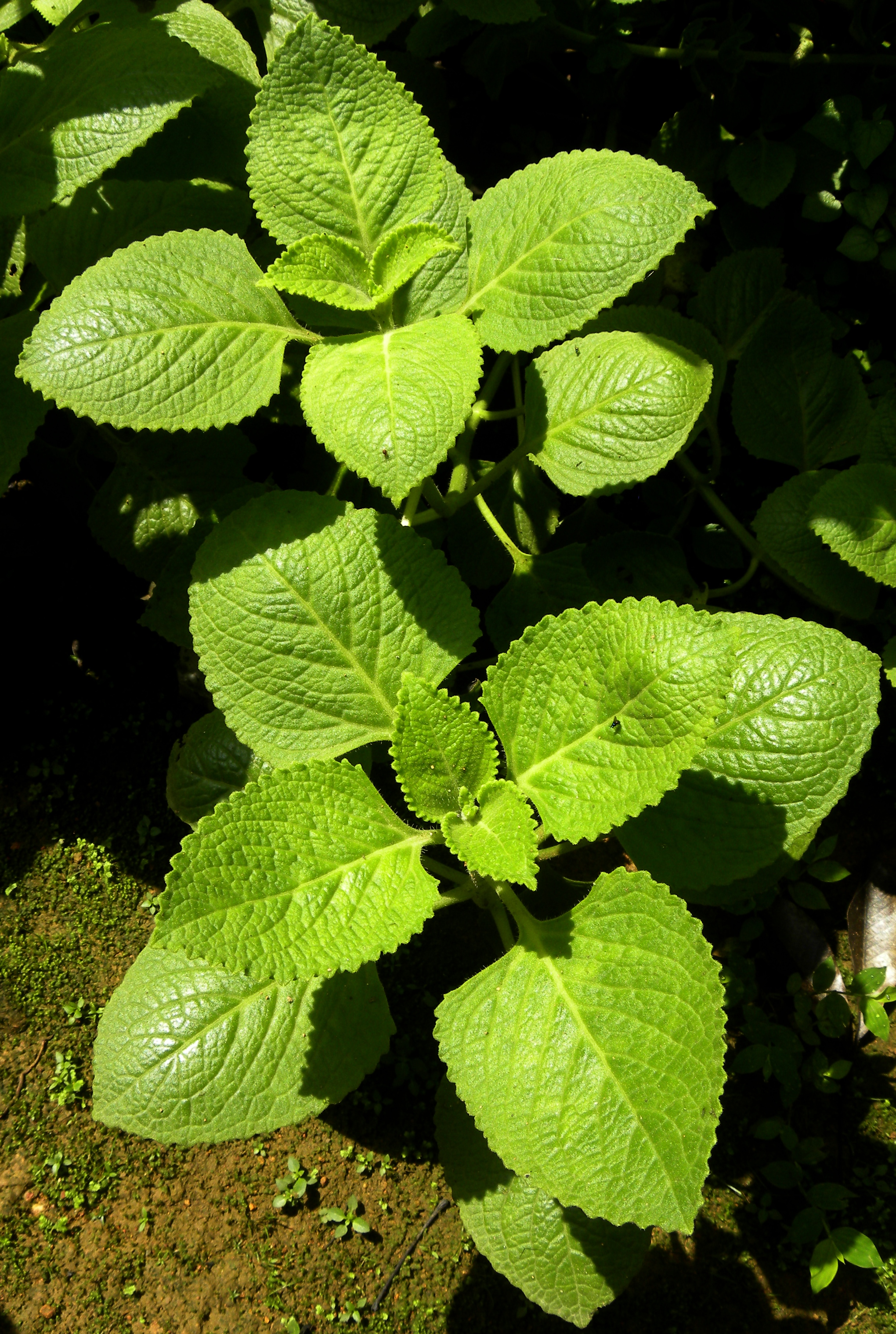
„Kubánské oregano“ Plectranthus amboinicus
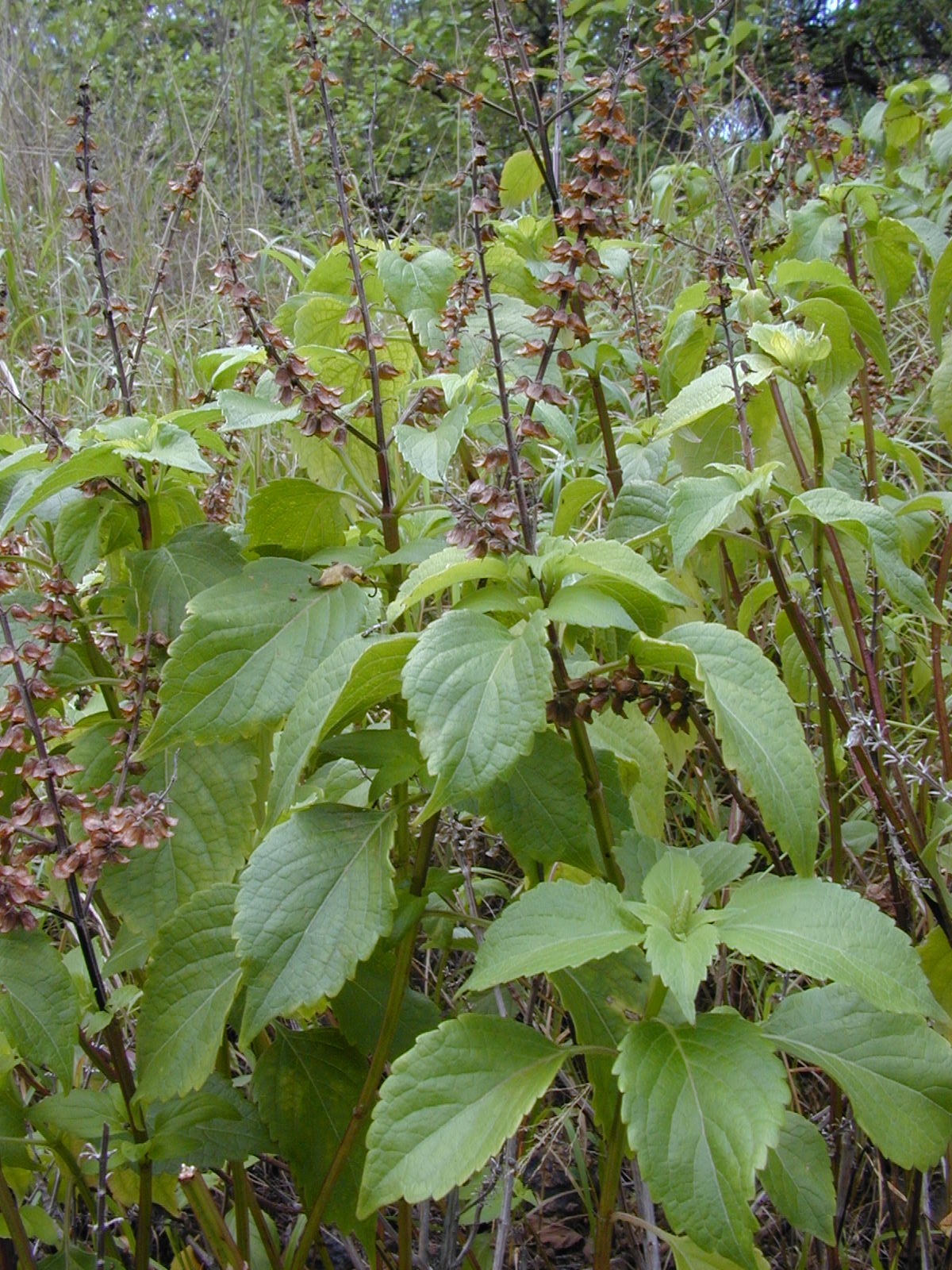
„Oregano Cimarrón“ – bazalka Ocimum gratissimum